# Lan Bố
Lan Bố (chữ Hán: 蘭布; 27 tháng 4 năm 1642 - 2 tháng 2 năm 1679), Ái Tân Giác La, là một Tông thất của nhà Thanh trong lịch sử Trung Quốc.

## Cuộc đời
Lan Bố được sinh ra vào giờ Thân, ngày 29 tháng 3 (âm lịch) năm Sùng Đức thứ 7 (1642), trong gia tộc Ái Tân Giác La. Ông là con trai trưởng của Kính Cẩn Trang Thân vương Ni Kham, mẹ ông là Thứ Phúc tấn (không rõ xuất thân). Năm Thuận Trị thứ 13 (1656), tháng giêng, ông được phong tước Tam đẳng Phụ quốc Tướng quân (三等輔國將軍). Năm thứ 18 (1661), em trai ông là Kính Cẩn Điệu Thân vương Ni Tư Cáp qua đời khi còn nhỏ, nên ông được tập tước Kính Cẩn Thân vương đời thứ 3, phong tước Bối lặc.
Tháng 2 năm Khang Hi thứ 6 (1667), Khang Hi Đế nhớ đến công lao của Ni Kham mà tấn phong cho ông tước Kính Cẩn Quận vương (敬謹郡王). Đế tháng 8 năm thứ 7 (1668), vì quân công của phụ thân ông Ni Kham, lại tấn phong ông tước Kính Cẩn Thân vương (敬謹親王). Tháng 5 năm thứ 8 (1669), vì ông cưới con gái của Ngao Bái, mà Ngao Bái bị tội giam trong ngục, nên ông bị liên lụy và hàng tước Trấn quốc công. Năm thứ 13 (1674), ông theo Thượng Thiện về Hồ Nam để thảo phạt Ngô Tam Quế. Năm thứ 17 (1678), ngày 22 tháng 12 (âm lịch), giờ Mùi, ông qua đời khi đang trong quân doanh, thọ 37 tuổi. Năm thứ 19 (1680), tháng 11, ông bị truy luận tội lúc trước mà bị cách bỏ hết tước vị.

## Gia quyến

### Thê thiếp
- Nguyên phối: Nạp Lan thị (納喇氏), con gái của Phó Đô thống Ba Tân Thái (巴津泰).
- Kế thất: Qua Nhĩ Giai thị (瓜爾佳氏), con gái của Tham lãnh Khóa Cổ (跨古).
- Thứ thiếp:
  - Qua Nhĩ Giai thị (瓜爾佳氏), con gái của Nạp Mục Phú (納穆富).
  - Tống thị (宋氏), con gái của Thường Nguyên (常源).
  - Vương thị (王氏), con gái của Vương Tân Dân (王新民).
  - Triệu thị (趙氏), con gái của Triệu Đại (趙岱).
  - Qua Nhĩ Giai thị (瓜爾佳氏), con gái của Y Nang A (伊囊阿).
  - Vương thị (王氏), con gái của Vương Tử (王梓).
  - Lý thị (李氏), con gái của Tích Yến (錫宴).

#### Con trai
1. Lang Đồ (郎圖; 1659 - 1721), mẹ là Thứ thiếp Tống thị. Có 8 con trai.
2. Lại Tắc (賴塞; 1660 - 1724), mẹ là Thứ thiếp Vương thị (con gái của Vương Tân Dân). Có 7 con trai.
3. Lại Tất (賴畢; 1661 - 1664), mẹ là Kế Phu nhân Qua Nhĩ Giai thị. Chết yểu
4. Lại Sĩ (賴士; 1662 - 1732), mẹ là Kế Phu nhân Qua Nhĩ Giai thị. Năm 1679 được tập tước Phụng ân Phụ quốc công (奉恩輔國公). Năm 1714 bị cách tước. Có 10 con trai.
5. Vụ Hữu (務友; 1665 - 1709), mẹ là Kế Phu nhân Qua Nhĩ Giai thị. Được phong làm Phụng ân Phụ quốc công (奉恩輔國公). Có 8 con trai.
6. Pháp Sơn (法山; 1668 - 1703), mẹ là Thứ thiếp Triệu thị. Có 6 con trai.
7. Phú Trung (富忠; 1668 - 1670), mẹ là Kế Phu nhân Qua Nhĩ Giai thị. Chết yểu.
8. Phú Lai (富來; 1669 - 1670), mẹ là Kế Phu nhân Qua Nhĩ Giai thị. Chết yểu.
9. Xương Tế (昌宰; 1671 - 1674), mẹ là Thứ thiếp Qua Nhĩ Giai thị. Chết yểu.
10. Chiêm Đại (占岱; 1672 - 1739), mẹ là Thứ thiếp Triệu thị. Có 16 con trai.
11. Bố Lai (布來; 1675 - 1699), mẹ là Thứ thiếp Triệu thị. Vô tự.